# 白内障
白内障（拉丁語：cataracta）是因為眼睛水晶體混濁而造成視力缺損的疾病，可入侵單眼或雙眼。該病的症狀包含彩度降低、視線模糊、近视增加、复视、光源產生光暈、畏光，以及黑暗環境下視覺障礙。白內障可能導致駕駛困難、閱讀障礙，以及識人能力減低的問題。而視覺減退則会提升跌倒和憂鬱的風險。該病為全球半數眼盲及33%視力受損病例的原因。
白內障最常見的原因為老化，其他原因則包含創傷、輻射線暴露、先天性、眼睛手術後的併發症，或是其他原因。風險因子包含糖尿病、吸菸、陽光暴露過久，以及酒精。造成白內障的原因為，沉積在水晶體的蛋白質團塊或黃棕色色素導致水晶體的透明度減低，進而使视网膜能感測到的光線下降。它的診斷方式為視力測試。
預防方法包含配戴太陽眼鏡及禁菸。症狀初期或能藉由配戴眼鏡改善。若效果不佳，唯一有效的療法為白内障手术，移除混濁的水晶體並換上人工水晶體，不過通常只有白内障影響到日常生活時才需要進行手術，一般而言，手術可提升生活品質。然而，白內障手術在許多國家仍無法實施，尤其是女性、鄉村居民，以及文盲等患者，特別少進行手術。
全球約2000萬人因白內障而眼盲，該病占美國盲眼人口病因的5%，在非洲及南美則接近六成。在發展中國家，兒童因白內障導致眼盲的發生率約為每十萬人中10-40人，已開發國家則為每十萬人1-4人。白內障的比例會隨年齡提高，在美國80歲以上的老人有半數以上罹患此病。

## 描述
白内障是一種眼睛晶状体發生混浊的疾病，在中医学又稱「圓翳內障」。白内障可致盲，其流行情況因地而異。一般来说，随着年龄的增长，白内障的发病率逐渐提高。
晶状体的混浊位置可以在皮质（lens cortex）、核（lens nucleus，核部、核质）、前囊、后囊等处。然而，晶状体的混浊不一定影响视力，只有出现在视轴上的混浊对视力的影响较大，例如后囊下的混浊，由于其处于眼球这个光学系统的节点处，因此即使是较小的混浊也对视力有较大的影响。
典型的白内障的临床表现是视力渐进下降，由于晶状体的密度变化，还可能伴有近视度数加深，单眼复视（单眼看东西时出现多个物像）等症状。一般不伴有眼红眼痛。目前虽然有许多药物，但尚无药物可以使白内障的进程逆转。因此，真正可以使患者视力恢复的治疗仍是手术治疗。
手术的目的是为了去除已经混浊的晶状体，并植入人工晶状体以提高患者的视力。往日，礙于手术技术的限制，皮质型白内障的手术需要到成熟期才可以进行，此时患者基本上已经没有视力。但目前白内障手术的技术已经突破此限制，其适应症大大放宽。

## 分类及成因
- 老年性白内障
- 皮质型白内障
- 核型白内障
- 先天性白内障
- 外伤性白内障
- 并发性白内障
- 代谢性白内障
- 中毒性白内障
- 后发性白内障

每10万人中患白内障的失能调整生命年（2004年）
无资料
少于90
90-180
180-270
270-360
360-450
450-540
540-630
630-720
720-810
810-900
900-990
多于990

由於水晶體的化學成分改變而導致混濁，其中以老化所造成的老年性白內障最為常見。依不同類型的白內障造成原因如下：
1. 老年性白內障：由於長期紫外線的傷害及組織的老化，導致水晶體變硬而混濁所致，所謂人老「珠」黃，指的就是這一型的白內障，最早在四十歲左右即可發生。
2. 先天性白內障：可能因為遺傳或者是胎兒時期的感染，在出生時即已發生水晶體混濁。
3. 外傷性白內障：眼睛受傷也可造成白內障，舉凡撞擊、穿刺傷、電擊、高熱、化學藥品灼傷等，皆可能傷及水晶體。
4. 續發性白內障：可續發於眼疾或全身性疾病，如青光眼、虹彩炎、糖尿病等，或是受某些特定的感染、藥物誘導，如皮質類固醇[14]。

症狀主要症狀為無痛無癢的進行性远距視力或近距视力減退，會覺得有一層毛玻璃擋在眼前。其他症狀包括，複視、畏光、眩光、色彩失去鮮明度（通常是偏黄色的色调感觉）、觉得照度不够，和經常需要更換眼鏡等症狀。水晶體也可能吸收水分而增厚，導致近視者度數加深，而老花眼者閱讀書報反而不需戴眼鏡，以為得到眼睛的「第二春」。當視力再也無法以更換眼鏡度數來改善時，就到了必須積極治療的時候。

## 预防
医学文献表明，佩戴防紫外线光的墨镜有可能减慢白内障的发展。

## 治療方式
手術摘除是唯一有效的治療。當白內障嚴重到影響個人的工作及日常生活，此時便需考慮是否接受白內障手術，且不論視力是多少。
目前的白內障手術可概括分為兩類，分別為白內障超聲乳化術及囊外白內障摘除手術，囊外白內障摘除手術為較舊式的白內障手術，白內障超聲乳化術則屬現代化的二代白内障手術。
現代化的二代白内障手術分兩步驟，第一步驟透過超音波晶體乳化術，以超音波將水晶體乳化後吸走，因為此步驟會留後囊。第二步驟，當後囊也出現混濁時在門診直接做雅鉻雷射。二代白內障手術，是打開前囊保留後囊，來進行晶體乳化術，保留後囊可以使晶體乳化容易進行，也能夠安全的放入人工水晶體。現在還有散光治療型人工水晶體，能藉由去除散光來加強改善患者術後視力，防藍光人工水晶體則加強防護3C電子產品對黃斑部的損耗。
至於有關某些市售的白內障藥水，這類眼藥以心理治療的層面較大，沒有證據證明有效。

## 術後視力保持
一般而言，軟性可摺疊式的人工水晶體在白內障手術植入眼內一段時間後，鏡片內容易產生細小的香檳液泡（Glistening）的現象，影響視力品質。手術前可與醫師討論手術的風險，以及慎選適合或不會產生香檳液泡的人工水晶體。手術後按時點藥與回診檢查。

## 外部連結
- Pictures of Different types of Cataract （页面存档备份，存于） s
- 中的“白内障”
- YouTube上的Video describing history and science of seeing cataracts in your own eye
- Trudo, Edward W.; Stark, Walter J. . Postgraduate Medicine. 1998, 103 (5): 114–6, 123–6. PMID 9590990. doi:10.3810/pgm.1998.05.478.